# Выставочный стенд
Выставочный стенд — ограниченных размеров площадь, которая выделяется лицам, представляющим определённый бренд или продвигающим имя компании, для демонстрации продукции или видов услуг на территории экспозиционных центров.
Основная задача выставочного стенда привлечь наибольшее количество внимания и должным образом представить продукт, компанию, услугу и так далее. Выставочный стенд предназначен для презентации товаров и услуг компании, создания и поддержания ее деловой репутации, маркетинговой коммуникации с аудиторией и рекламы для повышения узнаваемости бренда. Выставочные стенды служат своего рода «выездными мини-офисами» предприятий на время проведения выставки, форума или конференции. По их внешнему виду потенциальные клиенты часто составляют первое впечатление о компании и качестве ее продукции.
Наиболее распространенные места, в которых могут участвовать выставочные стенды это: торговые центры, профильные выставки, разнообразные праздничные и коммерческие мероприятия. Для многих продуктов и услуг компании от исхода выставочного мероприятия напрямую зависит их успех.

## История
Выставочные стенды, как малые архитектурные формы для демонстрации продукции, активно использовались уже в XIX веке, со времен первых Всемирных выставок. В то время для строительства выставочных стендов использовали конструкции из дерева или металлические конструкции индивидуального литья и штамповки.
Революция в строительстве выставочных стендов наступила в 1969 году, когда немецкий предприниматель и инженер Ханс Штегер презентовал широкой общественности свои металлоконструкции OCTANORM. Данное изобретение позволило существенно сократить время на подготовку строительных проектов, а также значительно снизить стоимость выставочных стендов. Поскольку металлический каркас после мероприятия легко разбирается и по принципу взаимозаменяемых элементов еще сотни раз используется повторно.  

Тед Зейглер в 1973 году запатентовал первый мобильный стенд. Однако серийный выпуск таких стендов начался после 1978 года на основании разработки конструкции с зонтичным механизмом Эрика Альберга .
Прототипами мобильных стендов можно считать средневековые фургоны, которые могли превращаться в сцены, где велась торговля. Считается, что стимулом к переходу на мобильные стенды стал резкий рост цен на нефть и необходимость искать бюджетные варианты презентации своей продукции.
Параллельно с изобретателями Америки, трое шведских студентов также сконструировали мобильный стенд с зонтичным механизмом по собственным чертежам. Созданные ими позже компании Maxibit, Expand, Explonic и в наши дня считаются законодателями «моды» в производстве разборных стендов.

## Классификация
1. Линейный — стенд с одной лицевой стороной. Такие выставочные и рекламные стенды оптимальны, когда существует дефицит площади.
2. Угловой — работают две лицевые поверхности. Такие стенды для выставки помогают грамотно обыграть небольшой метраж.
3. Полуостров — обеспечивает трехсторонний доступ к экспозиции. Идеален для проведения презентаций и .
4. Остров — открытое пространство, концентрирующее основные элементы в центре экспозиции. Дает возможность хорошо контролировать происходящее на собственной и прилегающих территориях, оперативно влиять на ситуацию. Требует грамотной организации, подходит для больших выставочных площадей.
5. Сквозной — за счет одного или нескольких проходов обеспечивает хороший обзор экспозиции. Подобный стенд на выставку гарантирует высокий трафик посетителей.
6. Визави — два выставочных стенда с самостоятельными фасадами друг напротив друга. Важно: дизайнерское решение обязательно должно подчеркивать, что это части одной композиции. Каждый модуль необходимо обеспечить отдельным персоналом.
7. Многуровневые — двухэтажные сооружения. Эти виды выставочных стендов позволяют значительно расширить площадь экспозиции и привлечь внимание необычной архитектурой.